# 丁思孔
丁思孔（1634年—1694年），字景行，号泰岩。广宁（今辽宁北镇）人，汉军镶黄旗人。清初政治人物，进士出身。

## 生平
丁思孔为山东巡抚丁文盛之子，顺治八年科举人，九年（1652年）中进士，选庶吉士，散馆授检讨。四迁，授陕西汉羌道副使。康熙二年（1663年）被巡抚贾汉复弹劾，左迁河南开封府同知，後经重新调查，重授直隶通蓟道。历任康熙八年直隶保定守道、直隶通州兵备道（又直隶通蓟道）（载《畿辅通志：职官》卷60），康熙十四年江南按察使司按察使，康熙十五年江南布政使（又江苏布政使），康熙二十二年（1683年）擢偏沅巡抚（雍正元年改為湖南巡撫）。康熙二十七年（1688年）任河南巡抚，方才上任，湖北爆发夏逢龙抗清，即移抚湖北，九月，复设湖广总督，以命思孔。康熙三十三年（1694年）四月，移云贵总督，期间设水师、赈济灾民。同年八月，卒于任上。赐祭葬，御书“绩著南邦”额，表于丁思孔家祠。载《钦定八旗通志：八旗大臣题名》卷339，《钦定八旗通志：大臣传五十五》卷189有传.
在湖南巡抚任上，重建毁于三藩之乱的岳麓书院，撰《重建岳麓书院碑记》，奏请康熙帝御赐书院匾额“学达性天”，主修并序康熙版《新修岳麓书院志》（1688，另有正蓝旗汉军、湖廣總督徐國相序），设丁公讲堂，作《岳麓书院课文序》。在苏州山塘街原建有丁公祠（据载尚存《大中丞泰岩丁公德政碑》）。与戏曲家李渔交往。

## 家庭
- 父丁文盛（c.1600s-1650），初为明诸生，太祖髙皇帝天命六年（1621）来归，从龙入关，授世袭骑都尉，顺治二年山东巡抚，降职，顺治六年福建左布政使，《钦定八旗通志：大臣传五十五》卷189有传。